# Kill And Smile
Kill And Smile ist ein US-amerikanischer Kriminalfilm von Brian Trenchard-Smith, veröffentlicht 1999.

## Handlung
Lorraine Petrovich ist eine exzentrische Rentnerin. Sie sieht gerne Krimiserien. Lorraine fühlt sich von ihrem Freund enttäuscht, daher fabriziert sie Indizien, die darauf hinweisen, ihr Freund sei ein gesuchter Mörder, der Nachrichten mit den Zeichnungen der lächelnden Gesichter unterschreibt. Jen Powell und Dylan McCarthy von der Polizei suchen den Killer.
Lorraine behauptet später, sie beging die Morde selbst. Ihre Fakes erregen die Aufmerksamkeit des wahren Täters.

## Kritiken
- David Nusair schrieb auf „Reel Film Reviews“, der Film sei überraschend leicht und an vielen Stellen auf Lacher konzipiert. Er funktioniere jedoch in dieser Hinsicht nicht. Der Film sei dennoch im Grunde unterhaltsam, der Charme von Marg Helgenberger mache ihn sehenswert.[1]

## Sonstiges
Der Film beruht auf wahren Ereignissen. Er wurde in Toronto gedreht.